# 同济大学
同济大学（英語：Tongji University），简称同济，是位于中国上海市的一所综合性大学，是中华人民共和国教育部直属的全国重点大学，行政级别为正厅级（党委书记、校长高配副部级），是“双一流A类”和原“985工程”、原“211工程”重点建设大学，同时是卓越大学联盟、全球环境与可持续发展合作联盟(GUPES)、国际设计艺术院校联盟(Cumulus)、21世纪学术联盟(AC21)、同济-伯克利工程联盟(Tongji-Berkeley Alliance)、中俄工科大学联盟(ASRTU)成员。
同济大学的前身是1907年创办的德文医学堂，后改名为同济德文医学堂；1912年与创办不久的同济德文工学堂合并，更名为同济德文医工学堂；1923年正式定名为同济大学；1927年成立国立同济大学，是中国最早的七所国立大学之一；1949年更名为同济大学。
同济大学目前共设有38个学院（系）和二级办学机构，7家附属医院，5所附属中学；有全日制本科生1.7万余人，硕士研究生1.3万余人，博士研究生近5000人。有外国留学生数千人；学校占地面积约3850亩；纸本图书400余万册。

根据2025年的QS世界大学排名、2024年的泰晤士高等教育世界大学排名、世界大学学术排名和US News世界大学排名（同济大学分別位列中国第8、第13、第23-33和第13）。

## 历史

### 1907-1923年
德文医学堂
1891年德国海军随舰医生埃里希·宝隆（Erich Paulun）来到上海。他看到上海流行霍乱、伤寒、疟疾等疾病，并且缺医少药，就决定离开海军来上海开设诊所。他先回到德国继续进修医学，提高外科水平，并筹集资金。1893年再次来到上海，就在当时的上海德国教堂附近设立诊所，并与在上海的几名德国医生一起发起了“德医公会”。1899年，“德医公会”营业不振，埃里希·宝隆通过中国实业界、德国公司及私人募捐到一笔资金准备筹建一所医院。当时德国驻上海总领事克纳佩（W. Knappe）派领事馆参赞费舍尔（P. D. Fischer）与上海的中国官员上海道扎饬善堂协商，上海道决定把座落在张家浜新马路（今凤阳路）旁的一块地，用于筹办医院。1900年前后，由埃里希·宝隆创办的“同济医院”正式挂牌。医院的医师大都是“德医公会”成员。他们白天忙于经营自己的诊所，只有傍晚到医院看门诊、动手术。埃里希·宝隆医生认为医疗力量不足，计划在院内设立一所德文医学堂，招收中国学生，以培养施诊医生。这个计划得到德国驻沪总领事以及德国政府高等教育司的支持。1906年，他们设立了一个支持医学堂开办的基金会，得到了德国“促进德国与外国思想交流的科佩尔基金会”的协助，筹集到一批医科书刊及新式的外科手术电动器械等物品。
1907年6月医学堂开学前，德国驻沪总领事克纳佩在上海不仅号召德国商人捐款，而且要求德国洋行向中国商人募捐。同时，费舍尔还要求中国官方的资助和支持，克纳佩利用在中德两国募来的捐款，成立了“为中国人办的德国医学堂基金会”。当时规定，捐款金额较多者可成为医学堂董事会董事。医学堂建立时定名为德文医学堂（德語：Deutsche Medizinschule für Chinesen in Shanghai），并成立了董事会负责学校的管理。董事会由18人组成，主要成员有：三个德医公会元老：宝隆、福沙伯（第二任校长）、福尔克尔；三名德国商人：莱姆克、米歇劳和赖纳；两名中国绅商：朱葆三（沪军都督府财政部长及上海商务会会长，大买办）、虞洽卿（荷兰银行买办）；总领事馆的副领事弗赖海尔·冯·吕特等。埃里希·宝隆医生被正式推选为董事会总监督（董事长）兼学堂首任总理（校长），负责学堂的管理。医学堂的校址设在同济医院对面的白克路（今凤阳路415号上海长征医院内）。1907年10月1日德文医学堂举行了开学典礼。
同济德文医学堂
1908年，“德文医学堂”改名为“同济德文医学堂”。“同济”当时寓意德国人与中国人同舟共济，“同济”二字从德语“Deutsch”（意为“德意志、德语”）在上海话的谐音而来，意蕴合作共济。1909年，宝隆博士因病于3月5日在上海逝世。上海德医公会元老福沙伯博士接任同济德文医学堂总监督兼总理。为了纪念宝隆长期在沪行医并创办了同济医院的功绩，特将同济医院改名为宝隆医院。由于学生人数迅速增长，原校舍已容纳不下，于是便在辣斐德路华界法华路自建校舍（今复兴中路1195号上海理工大学复兴路校区）。1909年暑期，新校舍落成，德文科和医科师生都搬入新校舍。
同济德文医工学堂
1910年12月，德国政府及工商界看到同济德文医学堂已取得信誉和办学经验，而且近千名德国商人在上海这座重要的工商业城市经商，于是他们计划办一所工学堂。12月10日，德国工商界和银行界领袖集会，推选德国枢密政府顾问费舍尔博士为首，在中国建立一个德国工学堂协会。在费舍尔的号召下，短短几月就筹得175万马克的资金。1911年，根据普鲁士商业部的推荐，由在德国科隆国立联合机械学校任教的特许工程师贝伦哈尔德·贝伦子（Berrens）负责筹建工学堂。
1912年，同济德文医学堂与创办不久的同济德文工学堂合并，更名为同济德文医工学堂，设医、工和德文三科（德文科为预科，德语语言学校）。由校董事会筹措办学经费，由福沙伯全面领导学堂。当年，医正科三级学生张近枢、何理中、江逢治3人，按照德国大学医科考试规则参加学堂的第一次毕业考试，均顺利通过，如期毕业。他们是同济历史上的第一届毕业生。
工科起先只有机电科，1914年，第一次世界大战爆发，青岛被英、日联军侵占。德国人开设的青岛特别高等专门学校停办，该校一些教师和43名学生转来同济医工学堂，43名学生中有30人是土木科，同济医工学堂工科因此增设土木科。1915年又增设机师科。
同济医工专门学校
1917年第一次世界大战进入尾声，3月14日，中华民国与德断交，17日，上海法租界以同济德文医工学堂是德国的产业，为防止德国人利用该校机械制造武器为由，当众宣布解散学校，并限令师生当日离校。为此，社会各界联名致电北洋政府教育部，请设法对同济学生作善后安排。教育部马上派人商议，把学校迁到吴淞中国公学内，继续开学上课。4月23日，教育部下令学堂改属华人私立学校，由华人董事会办学，直属教育部管理。同年12月，更名为私立同济医工专门学校。1919年，教育部令江苏省财政厅拨款在吴淞新建校舍。1922年，开始迁入新校舍（今宝山区同济路303号宝钢集团上海五钢附近）。
根据《宝山县志》记载:

民国6年（1917年）同济德文医学堂由华董接管，迁入吴淞中国公学。民国8年（1919年），在教育部次长袁希涛主持下，由教育部拨款，在吴淞购地150亩筹建校舍。民国11年（1922年）竣工后陆续迁入新校舍。

### 1923-1937年
同济大学
1923年3月17日北洋政府教育部下达第108号训令，批准同济工科“改为大学”。学校随即召开董事会议，将学校定名为“同济大学”。1923年3月26日，学校以“同济大学董事会”名义呈文北洋政府教育部，称“经校董会议定名称为同济大学”。1923年4月24日，北洋政府教育部下达第634号“指令”，称“该校名称拟改为同济大学，应予照准备案”。1924年5月20日北洋政府教育部下达第120号训令，批准同济医科为大学。从此以后，5月20日定为校庆日。
国立同济大学

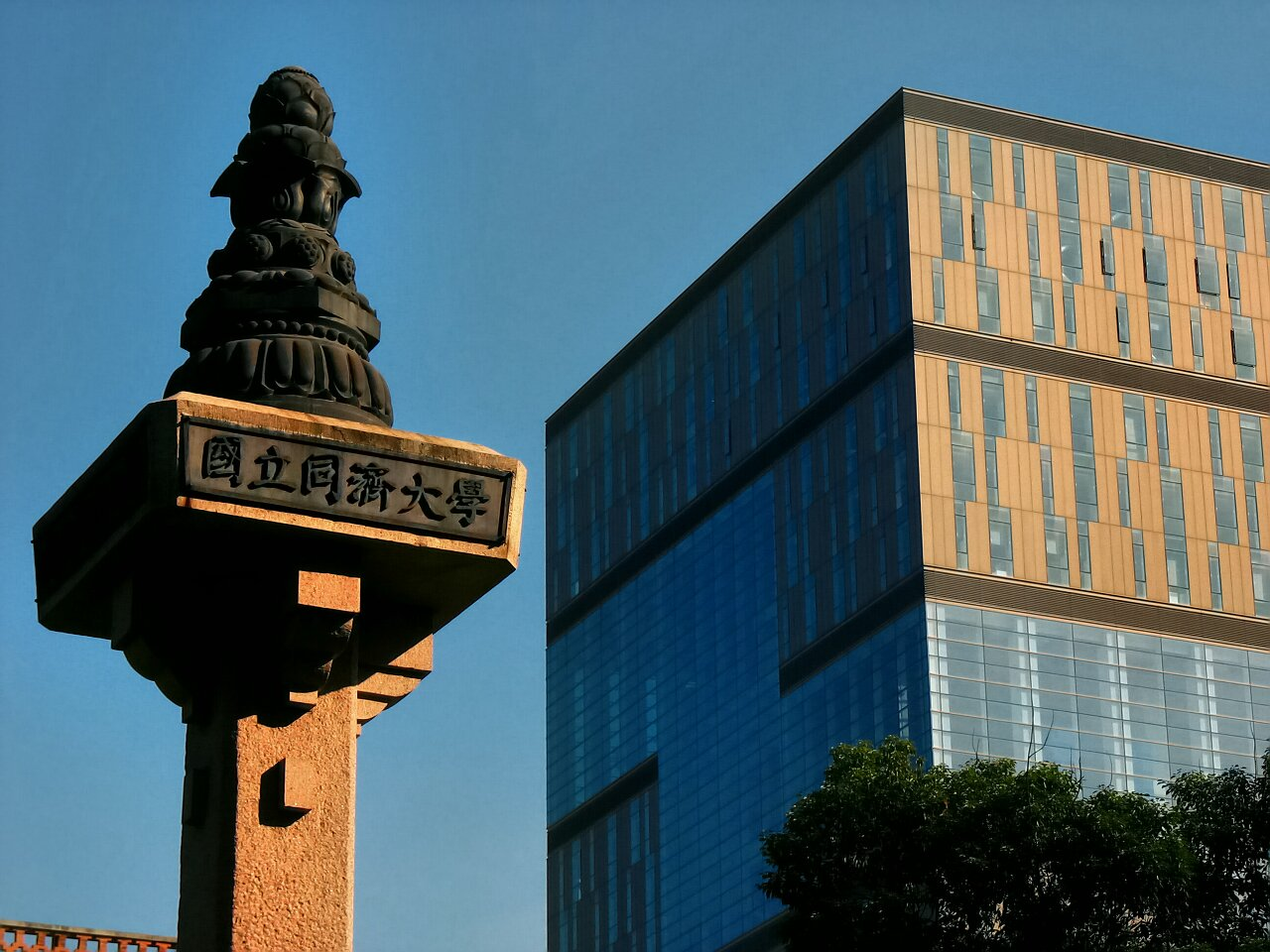
国立柱

1927年8月，由南京国民政府教育部正式接管，命名为国立同济大学，原医、工两科分别更名为医学院、工学院。1937年7月1日又增设了理学院（1946年8月扩充为文理学院），从而成为了一所多学科的综合大学。当时的南京国民政府效仿美国的大学制度，以在每个省设立一所综合国立大学为目标。国立同济大学就是当时在上海设立的一所国立综合大学，直到1949年国立同济大学一直是全国著名的综合大学。
同济大学在德国人建立和主持校务期间，由于继承德国大学传统，建立了完整和齐备的医学和工学，学风严谨。1936年4月1日，柏林德国工程师学会来函，承认同济大学工学院毕业生与德国工业大学毕业生具有同等资格，成为该会上海分会正式会员。同济大学医学院当时已经在国内外闻名。另外一个原因是当时同济大学虽然经历从德国人管理，私有以及最后收归国有，但学校基本建制没有变化，在民国早期中国大学环境剧烈变化的时期，同济大学在德国人管理下相对稳定，在1927年又较早地成为当时南京国民政府的国立大学。

### 1937-1949年
1937年淞沪会战爆发，1937年9月1日日本海军“特设航空部队”为了清理日军前进道路，轰炸位于吴淞的国立同济大学。经营近二十年的国立同济大学校舍被日军炸为平地。
抗日战争期间，国立同济大学被迫迁往内地。于1937年9月起从上海迁至浙江金华、江西赣县、广西八步、云南昆明等地，1940年迁到四川省南溪县李庄（今四川省宜宾市翠屏区辖）。在战争期间，同济大学继续发展，达到最鼎盛时期。
学校迁至江西赣州时，医学院院长德国人柏德辞职。皮肤科专家宁誉接任院长，他是同济历史上第一位担任医学院院长职务的中国人。

#### 李庄时期的国立同济大学

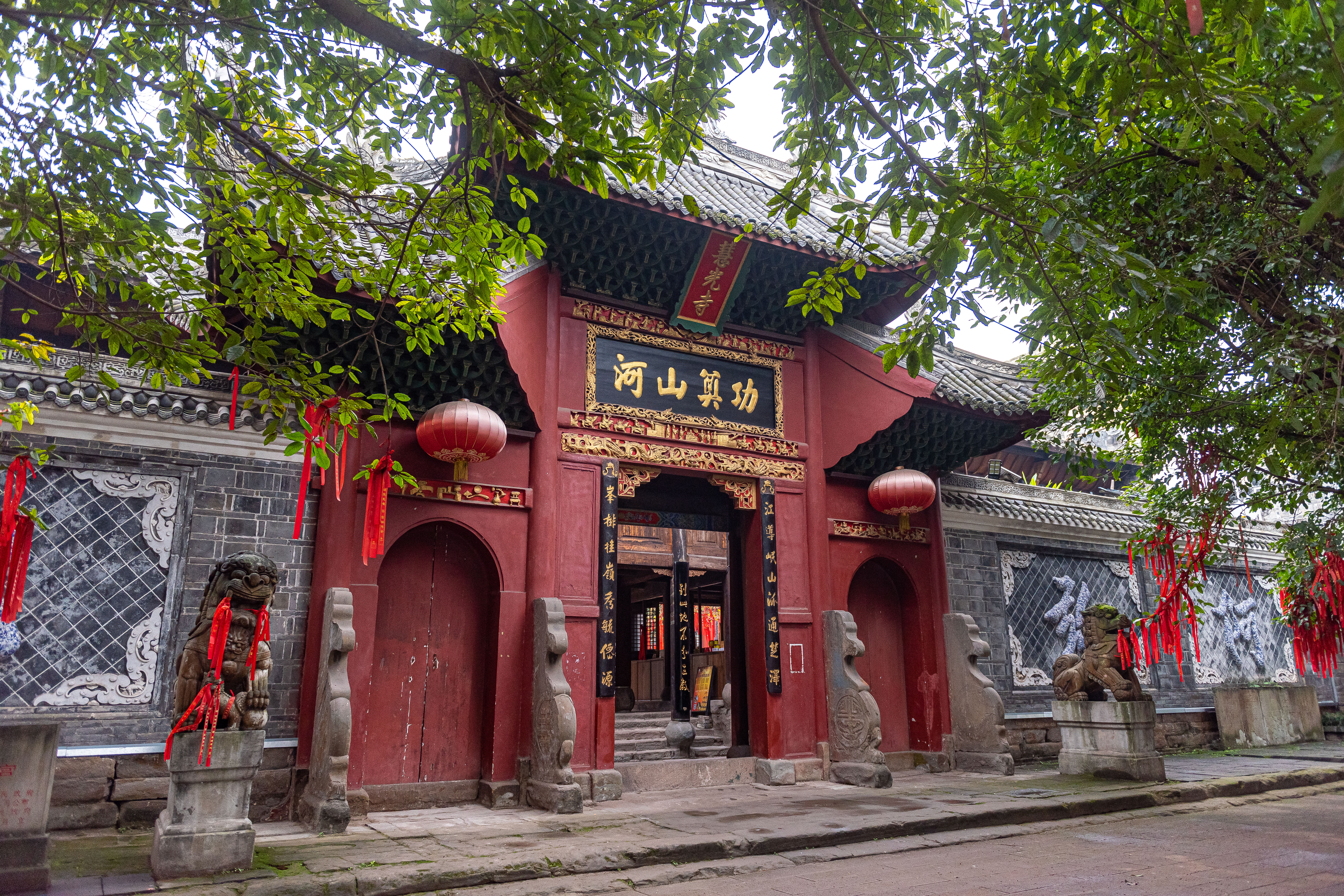
同济大学李庄时期校本部：禹王宫

在李庄时期的国立同济大学，校本部设在李庄的禹王宫。
工学院在东岳庙，工学院原有机械、电机、土木、测量四系和一个造船组。1945年，造船组改为造船系。从此，工学院就有了五个系，各系学制不一，测量系为四年；土木系为五年，1942年起改为四年；机械、电机、造船三系均为五年。工学院迁到李庄时只剩二十多部机器，以后逐步设立了测量馆、实习工厂、电工试验馆、材料实验馆、机械试验馆等，使各项实习一般均能进行。在李庄时期，担任工学院院长的，先后为倪超（1942年12月起）、薛祉（1942年起）、江鸿（1944年至1945年）。1945年，工学院学生有632人，教师有83人（其中教授27人，副教授10人），师资力量比较雄厚。这一时期工学院各系教学的特点是：第一、仍然坚持理论与实际密切结合，各系一年级学生，坚持在工厂进行机、锻、铸、钳、木、泥等方面实习；第二、继续注重学生基本技能训练，要求工科学生工程制图必须上墨，线条不符必须重画，习题计算必须精确到小数点后三位，并要求学生都能使用计算尺和应用工程手册；第三、考试严格，补考后仍有一门不及格者留级一年。
工学院各系一、二、三年级的一些基础课如高等教学、应用力学、物理、投影几何、机械制图等，均采用几个系合班上课。这一时期，工学院各系也进行了一些力所能及的课题研究和学术交流。实习工厂适应当地生产、生活需要，试制各种机器。电机实验室一度用直流电机发电为李庄全镇照明供电，受到群众欢迎。

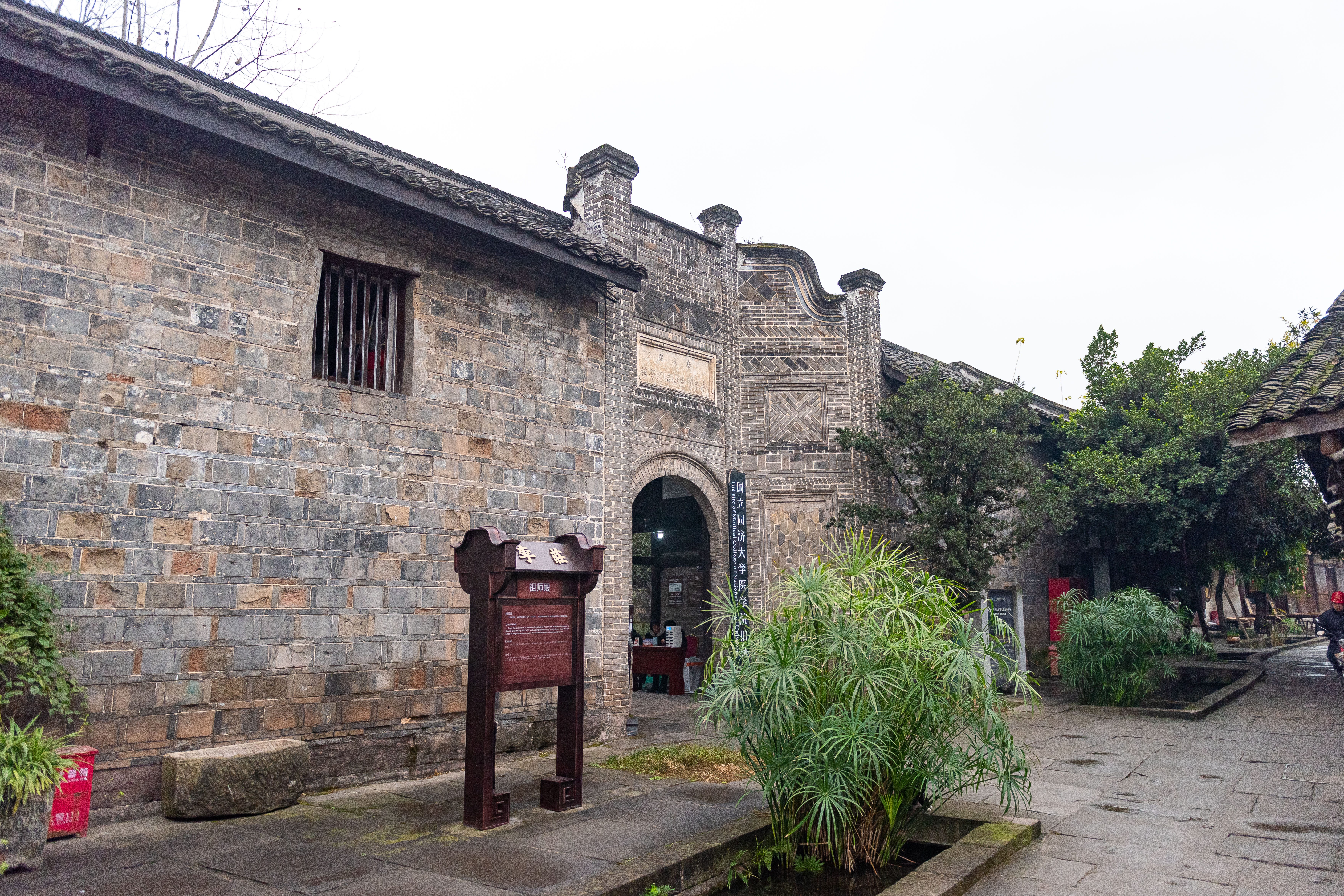
医学院旧址：李庄祖师殿，现仍有“南溪县李庄镇中心国民学校”匾额

医学院在祖师殿，在李庄期间担任医学院长的先是黄榕增，1941年5月为梁之彦，1942年2月由校长丁文渊兼，10月为阮尚丞，1944年由徐诵明兼，1945年8月为杜公振。这一时期，医学院前期在李庄建立起生理馆，解剖馆；后期在宜宾建立起病理馆，药物馆、细菌学馆、公共卫生研究馆和生物学馆。
医学院在李庄五年，毕业生共计189人。1945年时，医学院学生有304人，教师45人（其中教授13人，副教授1人）。这一时期。医学院除史图博一人是德国教授外，其他都是中国教师，多数是同济自身培养出来的。他们在艰苦的条件下，克服各种困难，奔走于宜宾、李庄之间进行教学，坚持严谨求学的同济教学传统。医学院前期主要教授基础理论课，这些课程有些是由理学院教师担任。后期大部分课程必须结合临床实习，所以后期教师均在宜宾上课，并带领学生在附属医院住院部和门诊部实习。

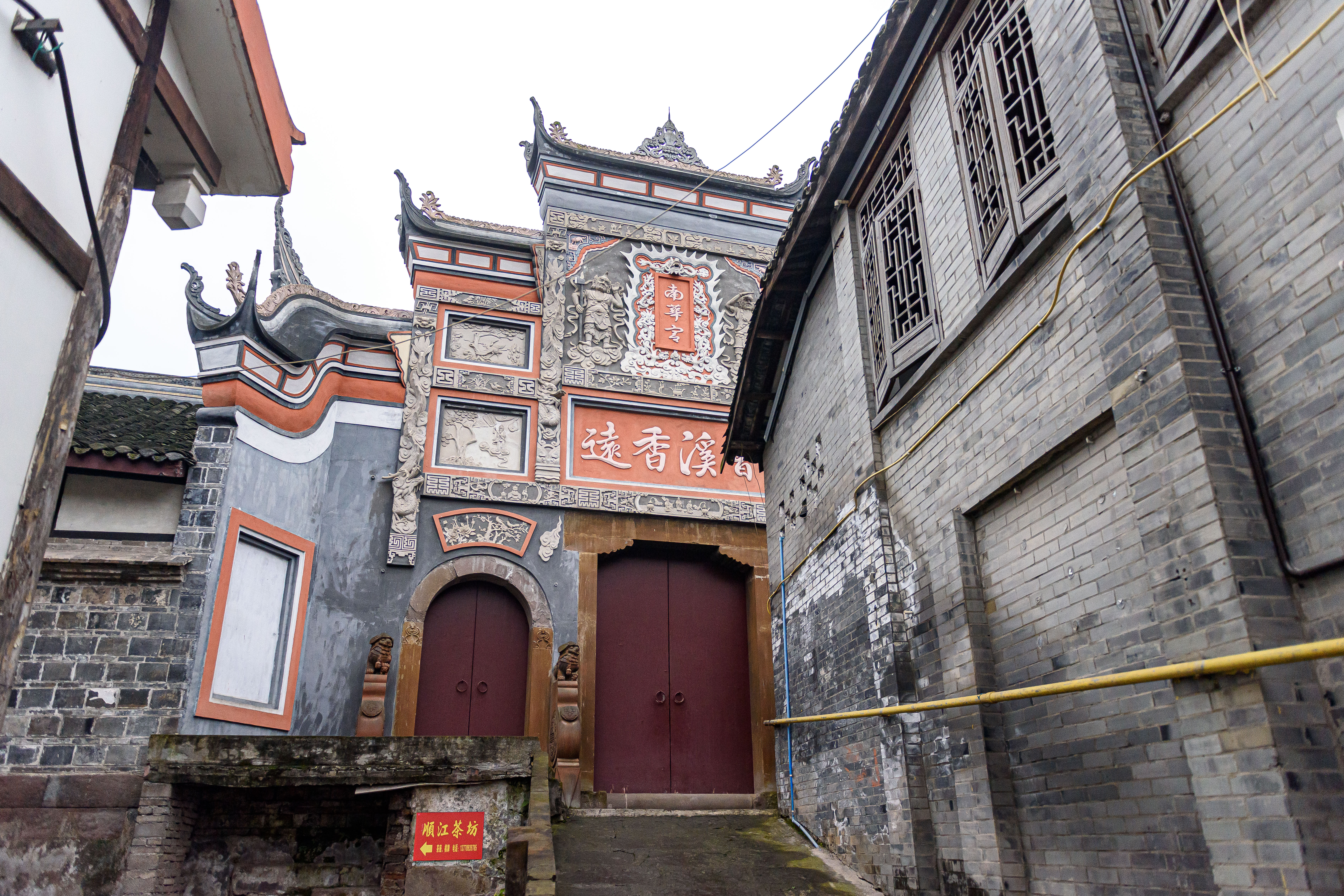
理学院旧址：李庄南华宫

当时的理学院在南华宫，学院有化学、生物、数理三系。1945年，数理系分为数学系和物理系。各系学制均为四年。在李庄期间理学院院长先后为谢苍璃（1940年接任）、顾葆常（1944年）。1945年，全院有学生111人，教师44人，其中教授16人，副教授3人。生物学家童第周在理学院任生物系教授期间，还邀请了英国著名学者李约瑟博士到学校讲学。
国立同济大学于1945年在李庄增设法学院。办法学院的缘由，一是当时的国民政府急需培养法律人才；二是自十九世纪以后，德国在法律（如法理和立法）方面比较发达。当时中国各有关大学一般是介绍英、美、法及日本的法学，缺乏专门介绍德国法学的学校。教育部曾命令校长徐诵明于1945年秋创办文法学院，但因当时办文法学院的条件不具备，于是先筹办法学院。法学院招收两班学生，一班是本校各院系已有德文基础的学生转入法学院一年级的共有53人；另一班为招收高中毕业生60余人，先入德文补习班学习德文一年后再进入法学院一年级。
法学院于1945年12月正式开课，学制四年。因招收的学生不多，法学院就设在李庄东岳庙内的玉皇楼。

#### 抗战胜利后的国立同济大学
抗日战争胜利后，1946年，国立同济大学分批迁回上海。由于缺少校舍，学校分散教学，成为斜跨上海市区、分散十多处的“大学校”。其中学校办公室和医学院位于善钟路100弄10号（今常熟路），附属医院分别为白克路上的中美医院（原宝隆医院，今凤阳路）和同孚路82号（今石门一路）的原德国医院，理学院在平昌街日本第七国民学校内（今国顺路上海电视大学），文法学院在四川北路（今复兴初级中学），新生院位于江湾新市区的市图书馆（今黑山路），高级工业职业学校则在江湾魏德迈路（今邯郸路），附属中学位于市博物馆（今长海医院飞机楼）。工学院位于其美路的原日本中学（今杨浦区四平路1239号），1949年后逐步发展成同济大学的主校区。
1946年8月，理学院扩充为文理学院，1948年6月，文理学院分为文学院和理学院。
比如理学院化学系，1947年，化学系系主任为黄衡禄教授，化学系还增设制造部、化验部。不久，化学教授汪浏先生出任国立同济大学理学院院长。当时的化学系的教授也是一时上选：汤腾汉先生、张忠先生都是药物界的权威；戴恺生先生、陈苍虬先生、朱镜心先生是从各大学请来的台柱教授；黄有时、黄宇常等都是知名的学者；而且还有巴尔泰等德国教授在此任教。教授阵容的完整，沪上无出其右者。当时同济大学化学系以严谨求实的学风和优良的教学质量蜚声国内，成为众多青年学子向往的殿堂，并为中国造就了大批化学、化工专家。当时化学系毕业学生里后来被评为中国科学院院士（学部委员）就有唐有祺教授、卢佩章教授、黄志镗教授、曹楚南教授、邓景发教授、戚正武教授等多人。
比如工学院测量系，1932年，同济大学工学院高等测量系正式成立时是当时国立大学中唯一的测量系，也是中国民用测绘的发源地。1935年1月，高等测量系更名为工学院测量系。抗战在李庄时期，叶雪安、夏坚白、王之卓、陈永龄、方俊、曾广梁等测量界的精英人物来到同济大学，在当时艰苦和困难的条件下，培养中国的测量人才。时称“叶雪安博士领导的测绘系，几乎垄断了中国对勘测员和制图员的培养。”
当时的文学院聚集了一批国内外有重要影响的人文社科学者，如中文系主任郭绍虞、哲学系主任熊伟、德文系主任陈铨、历史学主任吴萍等，另外如章士钊、郑寿麟、杨一之、陈康、冯契、冯至、廖馥香等著名教授都曾在文学院任教。
1948年8月之前，国立同济大学拥有医、工、理、法、文五个学院。

### 1949-1978年
院系调整
从1949年开始，同济大学就经历多次院系调整，由一所学科齐全，各系均强的综合大学变成一所土木和建设类专长的学校，是“建筑老八校”之一。
主要的院系调整有：
- 文学院和法学院：1949年9月，文学院和法学院并入复旦大学，后来又随复旦大学支援了华东政法学院（现华东政法大学）、上海财经大学、华东师范大学等学校的建设。
- 医学院：1950年，为了支援湘鄂粤桂豫赣六省（中南区）医疗卫生事业，全部医学院和附属同济医院迁往湖北武汉，与武汉大学医学院合并后改名中南同济医学院和武汉同济医院。1955年8月，中南同济医学院更名为武汉医学院。1985年7月，武汉医学院又改名同济医科大学。现为华中科技大学同济医学院。
- 理学院：1951年理学院生物系并入华东师范大学，数学、化学、物理等系除了保留基本的工科教学以外，全部并给复旦大学、华东化工学院（现华东理工大学）等学校。
- 工学院：1952年工学院著名的机械系、电机系和造船系等并入上海造船学院（后参与组建上海交通大学）， 还支援了南京工学院（现东南大学）等学校， 后来一部分随交通大学西迁建设西安交通大学。1952年水利系与其他高校的水利专业在南京成立了华东水利学院(现河海大学)。1956年，工学院测量系迁往湖北武汉，参与建设武汉测量制图学院 (后并入武汉大学，更名为武汉大学测绘学院）。

由其他高校并入的有：
- 1952年交大、复旦、圣约翰大学、厦门大学等11所高校的土建系、科、组并入。
- 1972年华东师范大学海洋地质专业并入，[7]发展成为同济大学海洋与地球科学学院。

### 改革开放以来
1978年经中央批准恢复对德交流，同济大学在中科院学部委员李国豪校长领导下实行“两个转变”，即由土木为主的理工科大学向理工为主的多科性大学转变，由国内普通高校向作为中外文化交流“窗口”之一的国际性大学转变，从而迅速恢复和发展成为一所以工为主、理工结合，经、管、文、法各具特色的综合性大学。
1983年（一說1984年4月）成立同濟大學出版社。
1993年同济大学恢复了文法学院。
1995年实现由教育部和上海市“共建”。
1996年7月并入了原上海城市建设学院和上海建筑材料工业学院，被国务院领导赞为高校体制改革中的“同济模式”。
1998年同济大学经济管理学院（同济大学于1984年组建）和同济大学商学院（上海建筑材料工业学院经济管理系并入同济大学后组建）合并为同济大学经济与管理学院。
2000年4月与上海铁道大学合并，组建成新的同济大学，同济大学得以恢复建立医学院。
2001年教育部正式批准将同济大学列入创建世界一流大学（即“985工程”）名单。
2004年嘉定校区启用，同济大学软件学院以及汽车学院首批入驻。
2006年同济大学在原文法学院基础上重组人文学院和法学院。
2012年同济大学测绘与地理信息学院成立，同济大学恢复建立测绘类学科。
2012年同济大学艺术与传媒学院在原有传播与艺术学院（建于2001年），电影学院（建于2003年）和音乐系（建于2004年）整合的基础上成立。
2017年同济大学入选国家“双一流”世界一流大学建设高校名单。

## 现状
同济大学是教育部直属重点大学，目前是一所拥有工学、理学、医学、管理学、经济学、哲学、文学、法学、教育学、艺术学等10个门类的综合性大学，学校被列入国家财政立项资助的“211工程”和国家教育振兴行动计划与地方重点共建的高水平大学行列。

### 下轄院系
同济大学现有29个专业学院，包括经管、环境、汽车、电信、软件、交通运输、测绘、生命科学、机械、医学、数学、物理、化学、外国语、哲学、文学、法学、政治、材料、建筑、土木、创意设计、艺术与传媒等专业。2019年大类招生改革以来，新设新生院。学校还设有经中德政府批准合作培养硕士研究生的中德学院、与法国巴黎高科大学集团合作举办的中法工程和管理学院、中意学院、中西学院、中芬中心等。
另外，同济大学拥有：
国家级人才培养基地、创新实验区44个。国家级研究平台11个、省部级研究平台53个。国家重点实验室3个：土木工程防灾国家重点实验室、污染控制与资源化研究国家重点实验室、海洋地质国家重点实验室。

### 学生及教职工
截至2020年11月，拥有全日制本科生18510人，硕士研究生11038人，博士研究生6514人。另有国际学生2225人，2019年赴海外交流学习学生4137人。2019年毕业生就业率99.02%。2017年毕业生海外升学人数1090人。
截至2020年11月，拥有专任教师2785人，其中专业技术职务正高级1074人，中国科学院院士13人（含双聘），中国工程院院士13人（含双聘）。截至2017年拥有第三世界科学院院士2人，美国工程院外籍院士1人，德国工程院外籍院士1人，瑞典皇家工程科学院外籍院士1人，比利时皇家科学与艺术学院外籍院士1人。国家级教学名师4人，中组部“千人计划”学者42人，教育部“长江计划”特聘（讲座）教授35人，国家重点基础研究发展计划首席科学家23人，国家重点研发计划首席科学家35人，国家杰出青年科学基金获得者50人，“青年长江”“青年千人”等四类优秀青年人才100余人。国家级教学团队6个，国家自然科学基金创新群体8个，教育部创新团队9个，科技部重点领域创新团队1个，入选科技部“国家创新人才培养示范基地”。

### 四大校区
同济大学目前校园占地面积4000多亩，分四大校区，四平路校区（校本部）位于上海市杨浦区四平路，嘉定校区位于嘉定区安亭上海国际汽车城内，沪西校区位于上海市普陀区真南路，沪北校区位于上海市静安区共和新路。另外，南校区位于杨浦区赤峰路，彰武校区位于杨浦区彰武路。

### 自主招考联盟
2010年11月，同济大学和哈尔滨工业大学、天津大学、东南大学、西北工业大学、大连理工大学、华南理工大学、北京理工大学签署《卓越人才培养合作框架协议》，实行自主选拔录取联考，是国内第三个自主招考联盟。

### 现任领导
现任行政领导
- 校长：杨金龙
- 名誉校长：李国豪（已故）
- 副校长：吕培明（常务副校长）、童小华、赵宪忠、石振明、许学军、李翔宁

现任党委领导
- 党委书记：郑庆华
- 党委副书记：方平、刘润、曹静
- 纪委书记：方平

### 国际合作

#### 与德国的紧密联系
自同济大学创校以来，一直保持着浓郁的德国特色。同济由德国海军医生宝隆创建后的几十年，校名虽已由同济医学堂改为国立同济大学，但其与德国的内在联系一直没有中断。二十世纪三十年代，同济大学成为中国唯一一所以德国教育为标准的中国大学。当时，同济大学有数量众多的德国派来的教授，在当时国民政府中，机械和军工系统的官僚和专家，同济大学的毕业生几乎占了一半以上。
从1907年到1952年，同济大学是在德国教育的浓厚氛围和传统中成长起来的，为当时的中国培养了一批“德国通”。1979年后，同济大学经邓小平、李先念和方毅等七位副总理集体批示，重新恢复作为中国大学对德交流的窗口。在尔后的十几年里，该校有一半以上的学生以德语作为第一外语；每一任的德国总理或总统访华，都要到同济大学视察或发表演讲。在今天的德国，几乎到处都有同济大学毕业生，也到处都有与同济大学有关的学术交流机构。
2002年，德国總理施罗德访问同济大学时指出：“同济的研究、教学和授课比贵国任何一所别的高校都更富于德中合作的色彩。同济与德国的十几所大学之间有着姐妹高校关系。同济三分之一以上教师曾赴德留学或在德国获得博士学位。世界上没有另一所大学有像上海这所大学这么多的德国交流教师。”2007年德国总统霍斯特·克勒在庆祝同济大学百年校庆时指出：“同济大学是中国和德国友谊最好见证之一。100年前，在德国刚刚参加镇压义和团6年后，在当时西方人俯视中国，把中国看成殖民地的时候，德国医生宝隆做出一个令德国、欧洲吃惊的举动，在中国开办学校。中国和德国共同创办这所大学，开始了真正的合作。”

#### 友好学校
- 美国：耶鲁大学、哈佛大学、麻省理工学院、卡内基梅隆大学、乔治亚理工学院、芝加哥大学、加州大学、伊利诺大学香槟分校、匹兹堡大学、德州农工大学等
- 臺灣：國立成功大學、國立臺湾藝術大学、世新大學、逢甲大學、國立中正大學、國立中山大學、国立台湾大學、國立中兴大学、國立臺湾科技大學、国立彰化师范大學等
- 德国： 开姆尼茨工业大学、波鸿鲁尔大学、达姆施塔特工业大学、欧洲商学院、柏林自由大学、柏林工业大学、马尔堡菲利浦斯大学、不来梅大学、斯图加特大学、慕尼黑工业大学、德累斯顿工业大学、斯图加特大学、伊尔默瑙工业大学、康斯坦茨大学、曼海姆大学、克劳斯塔尔工业大学、亚琛工业大学、汉诺威莱布尼茨大学等
- 法國：巴黎综合理工大学、马赛圣约瑟夫医院、图卢兹大学、蒙彼利埃大学、马赛大学、里昂大学、里尔科技大学、国立桥路学校、汉斯企业管理学院、巴黎第八建筑学院、波尔多大学、南特中央大学、巴黎高科等
- 日本： 东京大学、早稻田大学、立命馆大学、大阪工业大学、名古屋大学、东京成德大学、日本建筑研究所、大阪外国语大学等
- 義大利： 比萨大学、博洛尼亚大学、都灵理工大学、米兰理工大学、罗马大学等
- 西班牙：马德里理工大学、加泰罗尼亚理工大学、巴伦西亚理工大学等
- 其他国家：参见同济大学外事办公室 （页面存档备份，存于）

## 传统
- 同济大学校名由著名书法家舒同题写。
- 校　　风：严谨、求实、团结、创新
- 校　　训：同舟共济
- 校　　歌：《同济之歌》
- 大学精神：“同舟共济、自强不息”，“同心同德同舟楫，济人济事济天下”
- 育人模式：“知识、能力、人格”三位一体 （KAP: Knowledge, Ability, Personality）

## 历任校长
1. 埃里希·宝隆 1907─1909
2. 福沙伯 1909—1917
3. 贝伦子 1912—1919 1921—1927
4. 沈恩孚 1917—1923
5. 袁希涛 1923—1927
6. 阮尚介 1917—1927
7. 张仲苏 1927—1929
8. 张　群 1929
9. 胡庶华 1929—1932
10. 翁之龙 1932—1939
11. 赵士卿 1939—1940
12. 周均时 1940—1942
13. 丁文渊 1942—1944
14. 徐诵明 1944—1946
15. 董洗凡 1946—1947
16. 丁文渊 1947—1948
17. 夏坚白 1948—1952
18. 薛尚实 1953—1959
19. 王　涛 1959—1977
20. 李国豪 1977.10—1984.4
21. 江景波 1984.4—1989.2
22. 高廷耀 1989.2—1995.2
23. 吴启迪 1995.2—2003.6
24. 万 钢 2004.7—2007.4（2003.6-2004.7期间，万钢为主持工作的常务副校长）
25. 裴　钢 2007.8-2016.9
26. 钟志华 2016.9-2018.7
27. 陈　杰 2018.7-2023.1
28. 郑庆华 2023.2-2025.4
29. 杨金龙 2025.6-

## 大事记
- 1907年德国医生埃里希·宝隆（Dr. Erich Paulun）创办的同济德文医学堂成为同济大学的前身，设德文、医学两科。
- 1912年增设工科，更名为同济医工学堂，1917年改属华人私立学校，定名为私立同济医工专门学校。
- 1923年正式定名为同济大学。
- 1927年成为国立同济大学，是中国早期建立的著名高等学府之一，1937年起拥有医、工、理三个学院。
- 抗日战争爆发后，学校于1937年9月起从上海迁至浙江金华、江西赣县、广西八步、云南昆明等地，1940年迁到四川省南溪县李庄。
- 抗日战争胜利后，法学院于1945年12月正式开课，1946年5月迁回上海复校。1946年8月，理学院扩充为文理学院，1948年6月，文理学院分为文学院和理学院。
- 1949年以前，该校学制与课程设置均参照德国的教育制度。设有理、工、医、文、法5个学院及学习一年德语的新生院。
- 1949年6月25日市军管会接管同济大学
- 1949年9月，文学院和法学院并入复旦大学
- 1949年10月 建国后，为高教部直属院校
- 1951年理学院生物系并入华东师范大学，数学化学物理等系并给复旦大学。医学院迁往湖北武汉，与武汉大学医学院合并为武汉医学院，现为华中科技大学同济医学院。原校长夏坚白带领工学院测量系迁往湖北武汉，为武汉测绘科技大学，现为武汉大学信息科学学部。
- 1952年工学院机械系、电机系、造船系等并入上海交通大学。上海交大、复旦、圣约翰、厦门大学等11所高校的土建系、科、组并入。
- 1954年恢复研究生教育。由高教部划归城建部和建工部双重领导。
- 1958年改由建工部领导。
- 1960年6月被列为建工部重点高校。
- 1960年10月被列为高教部重点工科院校。
- 1966年重新划归高教部领导。
- 1979年经国务院同意，恢复对德联系，成为中德科技、文化交流的窗口。
- 1995年10月国家教委和上海市人民政府正式宣布共建同济大学。
- 1996年7月原上海建材工业学院和上海城建学院并入。
- 1998年同济大学经济管理学院和同济大学商学院合并为同济大学经济与管理学院。
- 2000年原上海铁道大学与同济大学合并。成立新的同济大学医学院，重建医科。
- 2003年11月原上海航空工业学校划归同济大学，所有资产由同济大学接管，同济大学在此基础上建立了航空航天与力学学院。
- 2004年9月嘉定校区启用，汽车学院、软件学院首批入驻。
- 2005年7月12日至8月22日机械工程学院、电子与信息工程学院、交通运输工程学院等第二批搬迁学院入驻嘉定校区。
- 2007年5月20日同济大学庆祝建校100周年。
- 2012年，同济大学测绘与地理信息学院成立，同济大学恢复建立测绘类学科。
- 2017年9月，同济大学入选国家“双一流”（世界一流大学）建设高校名单。

## 校友及院士

### 概况
根据各高校校友统计惯例以及同济大学自身的发展历史，凡曾在同济大学（包括整体并入的上海建筑材料工业学院、上海城市建设学院、上海铁道大学（包括原上海铁道学院、上海铁道医学院)）学习过的学生（包括肄业生、转校生、毕业生、研究生、留学生）和工作过的教职工，均为同济大学校友。

### 两院院士
汪品先　孙钧　马在田　姚熹　郑时龄　项海帆　裴钢 李同保　郭重庆　戴复东　
范立础　卢耀如 沈祖炎 吕西林 李杰 朱合华 吴志强 童小华 郑庆华 翦知湣 高绍荣

### 曾在同济大学任教或工作的院士
贝时璋 曹楚南  陈洪铎  陈俊勇  陈星弼  陈星旦  陈学俊  陈宜张 
陈永龄 陈竺 戴复东 戴克戎 邓景发 丁大钊 董石麟 范立础 
方俊 冯至 干福熹 龚惠兴 顾翼东 顾玉东 郭景坤 郭孔辉 
郭重庆 过增元 何德全 何友声 贺贤土 侯云德 黄克智 黄维垣 
黄志镗 计亮年 江欢成 鞠躬 李德仁 李国豪 李三立 李同保 
李猷嘉 李志坚 梁伯强 梁骏吾 梁文灏 刘宝珺 刘光鼎 刘建航 
刘人怀 刘友梅 刘源张 卢佩章 卢耀如 卢肇钧 陆道培 马在田 
宁津生 潘镜芙 潘云鹤 裴钢 戚正武 钱七虎 钱易 邱蔚六 
裘法祖 任美锷 阮长耿 沙庆林 沈其震 沈世钊 沈允钢 沈祖炎 
石元春 孙钧 汤德全 唐孝威 唐有祺 陶亨咸 童第周 涂铭旌 
汪品先 王葆仁 王伏雄 王梦恕 王世绩 王守觉 王守武 王之卓 
魏敦山 吴孟超 吴式枢 吴新智 夏坚白 项海帆 徐滨士 徐光宪 
许厚泽 颜德岳 杨简 杨叔子 杨梄 姚熹 业治铮 叶可明 
游效曾 俞鸿儒 袁隆平 张涤生 张维 张煦 张致一 张耀明 
张祖勋 赵鹏大 郑时龄 郑颖人 支秉彝 钟万勰 周锡元 周兴铭 
朱洪元 朱能鸿 朱夏 邹德慈 王水 顾金才 邓文中 徐旭常 
程鎔时 林其谁 张友尚 李京文 杨文采 谢礼立 殷之文 程京 
刘高联 段宁

### 校友
- 贝时璋，中国生物物理学奠基人
- 陈从周，古建筑、古园林专家，散文家，著有《说园》等
- 陈虹，上海汽车工业集团总裁
- 陈志鑫， 上海大众公司及上汽集团总裁
- 陈星弼，半导体器件及微电子学专家
- 陈铁迪，上海市政协前主席，上海市人大常委会前主任
- 程京，生物芯片专家
- 程孝刚，机械专家
- 戴復東，中国工程院院士，建筑学家
- 戴廷龍，管理科學學者
- 戴望舒，诗人
- 董石麟，空间结构工程学家
- 馮紀忠，中国城市规划领域创始人
- 冯至， 诗人
- 郭文叁，安徽海螺集团有限责任公司 董事长 总经理
- 郭绍虞，中国文学批评史奠基人
- 顾翼东，化学家
- 侯云德，中国工程院原副院长，医学病毒学专家
- 胡茂元， 上汽集团原董事长
- 黃杲炘，英文诗歌翻译家
- 黃作燊，建筑师和建筑教育家，同济大学建筑系（及其前身圣约翰大学）第一任系主任
- 江欢成，土木结构专家
- 金士翱，麻醉专家
- 李德仁， 航测与遥感专家
- 李同保，光学、计量学专家
- 李国豪，桥梁工程与结构力学专家，同济大学前校长
- 李国机，律师
- 李志坚，半导体物理与微电子技术专家
- 李桓英，麻风病专家
- 李荣兴，曾參與火星登陸探索計畫的美國俄亥俄州立大學華裔教授
- 李金城，青藏铁路总工程师
- 刘建航，隧道与地下工程专家
- 厉麟似，著名教育家、外交家，蒋介石前外交顾问
- 梁伯强，中国病理学奠基人之一
- 梁文灏，隧道及地下工程专家
- 林同炎，桥梁大师
- 卢佩章，中国化学色谱分析先驱
- 罗云平，國立成功大學前校長
- 倪超，國立成功大學首任校長
- 宁津生，中国工程院院士，大地测量学泰斗
- 潘云鹤，计算机专家，原浙江大学校长
- 潘镜芙，中国驱逐舰之父
- 阮儀三，古建筑专家
- 饶斌，一汽及二汽主要创始人，号称中国汽车业之父
- 沈世钊，结构工程专家
- 盛光祖，中国铁路总公司原总经理，原铁道部部长
- 唐有祺，化学家
- 唐登杰，中华人民共和国民政部部长
- 汤元吉，化學家
- 童第周，生物学家
- 彭明经，中国现代光学奠基人
- 钱信忠，前中华人民共和国卫生部部长
- 钱正英，第八、九届全国政协副主席，中华人民共和国水利部原部长，中国红十字会原会长
- 乔石，第十三、十四届中央政治局常委，第八届全国人大常委会委员长
- 裘法祖，中国外科之父
- 邱震海，凤凰卫视时事评论员
- 王澍，中國當代建築師，2012年度普利茲克建築獎得主
- 王之卓，航空摄影测量与遥感专家
- 王守武，半导体专家
- 王守觉，半导体专家
- 王小慧，摄影艺术家
- 汪光焘，原建设部部长
- 万钢，同济大学前校长，现任中国致公党主席、全国政协副主席，2007年4月27日出任中华人民共和国科技部部长
- 吴在德，外科学家，原同济医科大学校长
- 吴孟超，肝胆外科专家
- 吴志强， 2010上海世博会总规划师
- 吴熙瑞，生殖医学专家
- 吴祥明，上海磁浮工程总指挥
- 武忠弼，病理学专家
- 夏建白，物理学家
- 夏坚白，现代大地测量学和天体测量学家
- 夏穗生，器官移植专家
- 谢国忠，经济学家
- 谢家祺，核武器专家
- 许厚泽，大地测量与地球物理学家
- 许钟麟，中国洁净技术理论奠基人
- 徐植信，地震波与爆炸波传播研究的开拓者
- 严庆龄， 台湾汽车业创始人之一
- 严晓海，遥感专家
- 杨继曾，兵工专家
- 杨槱，船舶设计学家
- 杨益言，《红岩》作者
- 姚永政，中国人体寄生虫学奠基人
- 叶可明，建筑工程与土木工程施工技术专家
- 殷夫，“左聯五烈士”之一
- 尤彭熙，医学教授
- 张滌生，整复外科的开创人，被称为“中国整形外科之父”
- 张彩珍，第一位获得奥林匹克勋章的中国女性
- 张祖勋，测绘专家
- 张红军，美国加州大学Davis分校土木与环境工程系终身教授
- 张耀明，中国多组分光学纤维领域开拓者、塑料光纤和工艺品行业的奠基人
- 张象贤，台湾工学之父
- 张锦秋，建筑大师
- 赵学颜，兵工专家
- 郑时龄，城市规划专家，建筑学家
- 郑儒根，测绘遥感信息工程专家
- 郑肇经，中国水利界元老
- 宗白华，美学家
- 曾乐， 焊接專家
- 周芳世，機械专家
- 周厚健，海信集团总裁
- 周纪昌，中国交通建设集团有限公司原董事长
- 周均時，同濟大學前校長
- 周慎杰，力学专家
- 周自新，中国军用望远镜之父
- 周祖翼，中共福建省委书记，同济大学前党委书记
- 朱家骅，前中国中央研究院院长
- 邹德慈，城市规划专家
- 林昕宜，中国女演员